# William Richardson
Pour les articles homonymes, voir Richardson.
Ne doit pas être confondu avec William Adams Richardson ou William J. Richardson.
William Alexander Richardson, né le 16 janvier 1811 et décédé le 27 décembre 1875 est un homme politique américain, membre du Parti démocrate qui est sénateur de l'Illinois de 1863 à 1865. Il est également gouverneur territorial du Nebraska ; ainsi un comté au Nebraska lui est dédié : le comté de Richardson.